# داني هوارد
داني هوارد (بالإنجليزية: Danny Howard)‏ هو مقدم برامج إذاعية بريطاني، ولد في 14 يوليو 1987 في بلاكبول في المملكة المتحدة.

## وصلات خارجية
- الموقع الرسمي
- داني هوارد على موقع ميوزك برينز (الإنجليزية)
- داني هوارد على موقع ديسكوغز (الإنجليزية)